# Bruno Marie-Rose
Bruno Marie-Rose (* 20. květen 1965, Bordeaux) je bývalý francouzský atlet, sprinter, bronzový olympijský medailista ze štafety na 4 × 100 metrů.

## Osobní rekordy
Na halovém ME v Liévinu 1987 získal titul mistra Evropy v závodě na 200 metrů. Ve finále navíc časem 20,36 vytvořil nový světový rekord. Rekord překonal 19. února 1995 Brit Linford Christie časem 20,25. Dodnes je však jeho výkon druhým nejlepším evropským časem. 
Hala
- 60 m - (6,56 - 1987)
- 200 m - (20,36 - 22. února 1987, Liévin)

Dráha
- 100 m - (10,16 - 13. srpna 1989, Tours)
- 200 m - (20,43 - 28. července 1991, Dijon)